# Parsonsia goniostemon
Parsonsia goniostemon är en oleanderväxtart som beskrevs av Hand.-mazz.. Parsonsia goniostemon ingår i släktet Parsonsia och familjen oleanderväxter. Inga underarter finns listade i Catalogue of Life.